# Egesina cleroides
Egesina cleroides är en skalbaggsart som först beskrevs av Charles Joseph Gahan 1890. Egesina cleroides ingår i släktet Egesina och familjen långhorningar.
Artens utbredningsområde är:
- Myanmar.
- Taiwan.

Inga underarter finns listade i Catalogue of Life.